# Malcolm Smith (sportovní lezec)
Malcolm Smith (* 1973 Dunbar) je bývalý britský reprezentant ve sportovním lezení, stříbrný medailista v celkovém hodnocení světového poháru v boulderingu.

## Výkony a ocenění
- 2002: druhé místo v celkovém hodnocení světového poháru

### Závodní výsledky
| Světový pohár | Světový pohár | Světový pohár | Světový pohár |
| Rok           | 2001          | 2002          | 2003          |
| ------------- | ------------- | ------------- | ------------- |
| Bouldering    | 21-22         | 2             | 30-33         |
| jednotlivě*   | ,4,-,-,-,-,   | ,,5           | ,8,-,-,-,-,-, |

- poznámka: nalevo jsou poslední závody v roce

| Mistrovství Evropy | Mistrovství Evropy |
| Rok                | 2002               |
| ------------------ | ------------------ |
| Bouldering         | 5                  |